# ماريا كلوديا كونستاتينسكو
ماريا كلوديا كونستاتينسكو (بالرومانية: Maria Constantinescu)‏ مواليد 18 يونيو 1994 في رومانيا، هي لاعبة كرة يد رومانية تلعب كظهير أيسر. مثلت منتخب رومانيا لكرة اليد للسيدات.

## روابط خارجية
- ماريا كلوديا كونستاتينسكو على موقع الاتحاد الدولي لكرة اليد (الإنجليزية)
- ماريا كلوديا كونستاتينسكو على موقع الاتحاد الأوروبي لكرة اليد (الإنجليزية)